# جونیور نزیلا
جونیور نزیلا (انگلیسی: Junior Nzila؛ زادهٔ ۱۷ آوریل ۲۰۰۱) بازیکن فوتبال است.
از باشگاه‌هایی که در آن بازی کرده‌است می‌توان به باشگاه فوتبال زسکا صوفیه اشاره کرد.